# Vatra Dornei
Vatra Dornei is een stad in het Roemeense district Suceava.

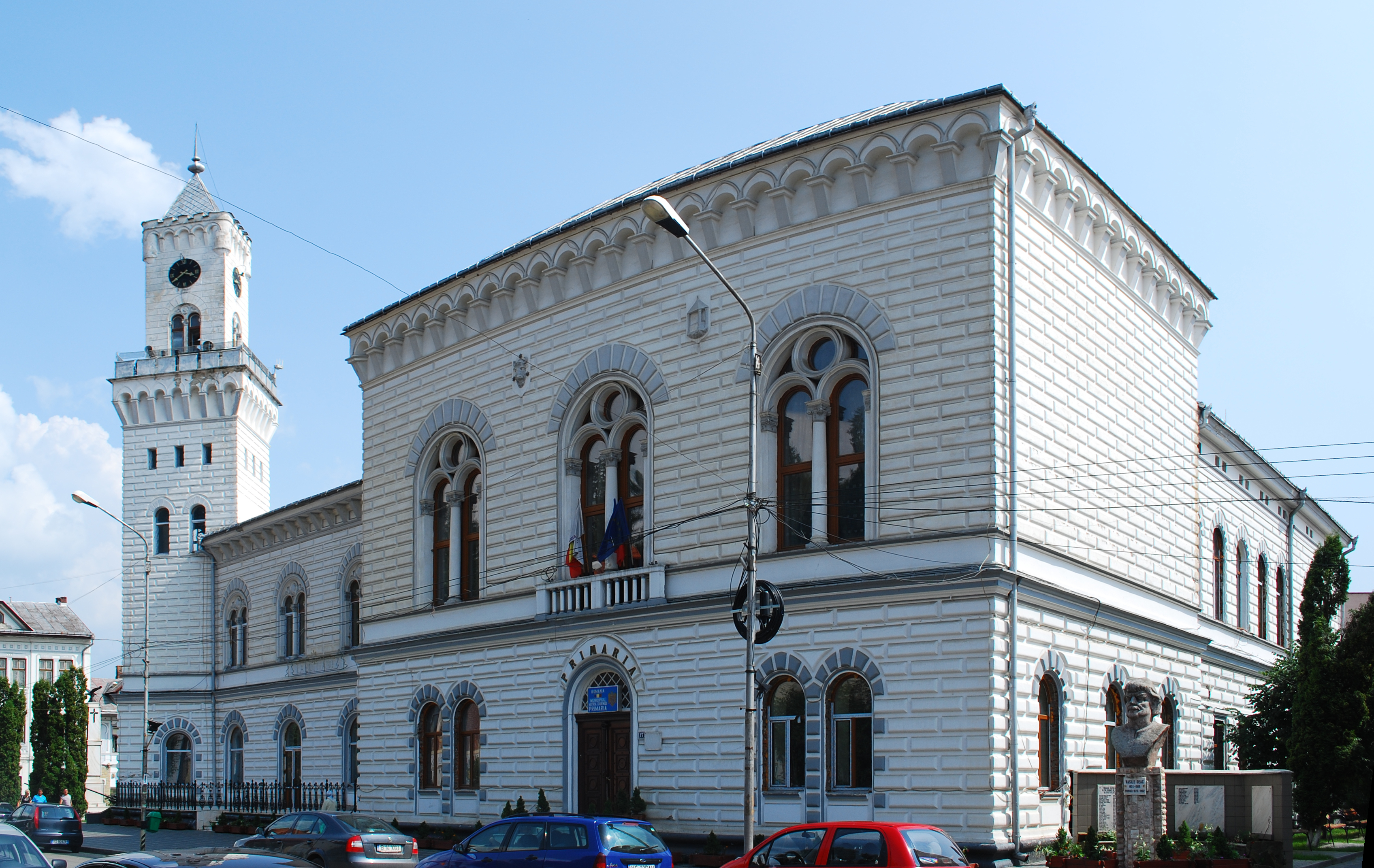
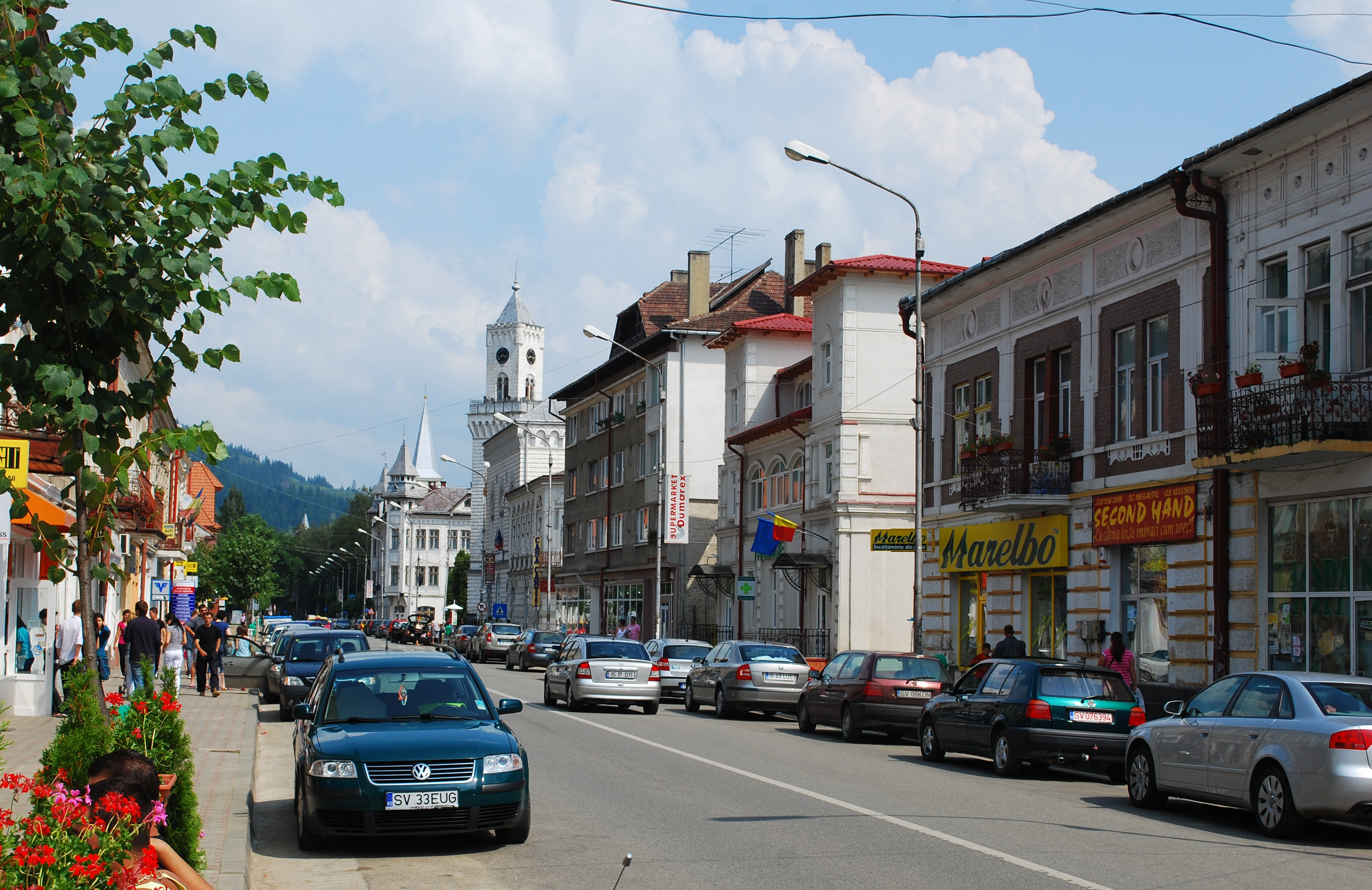
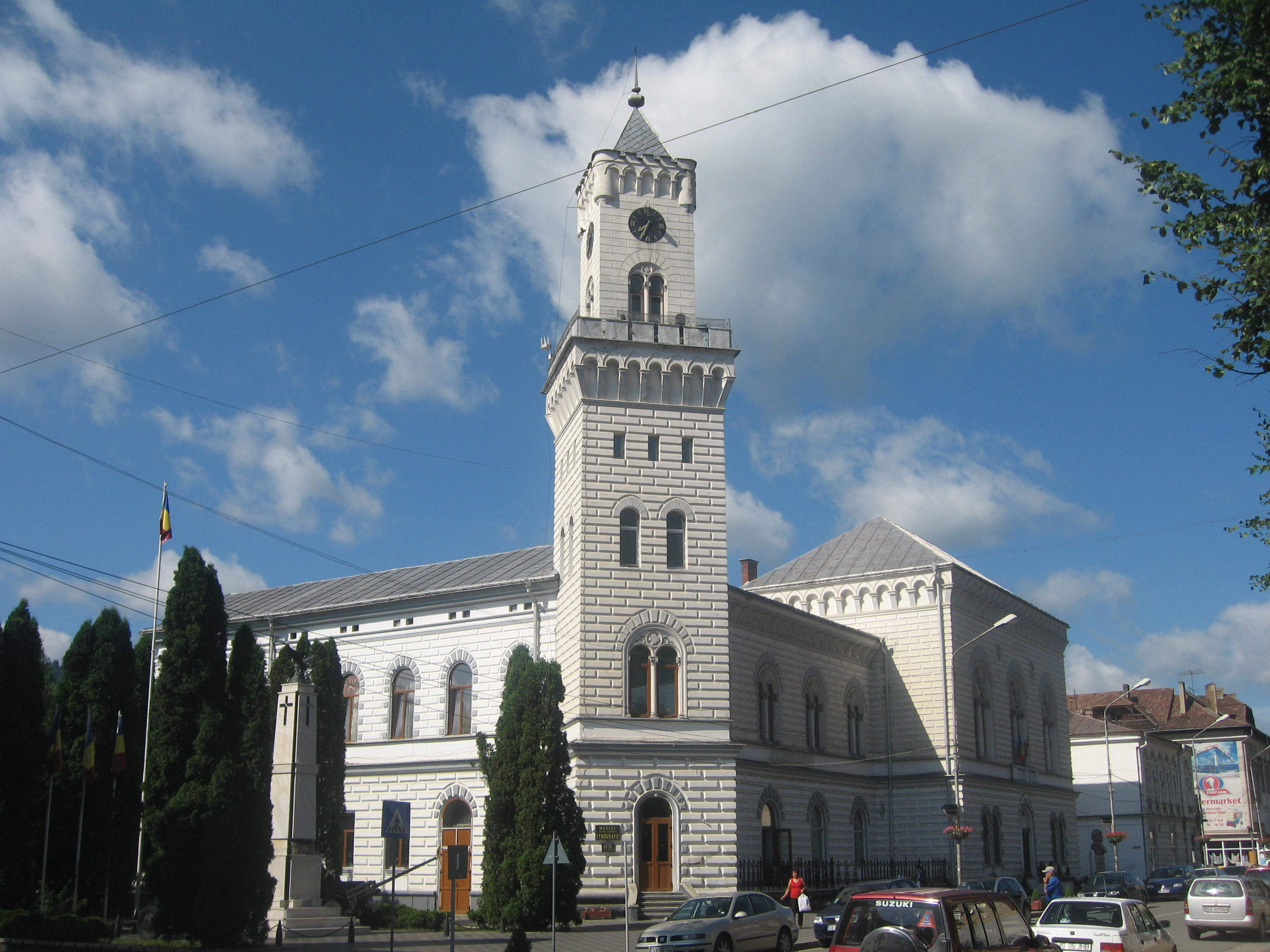
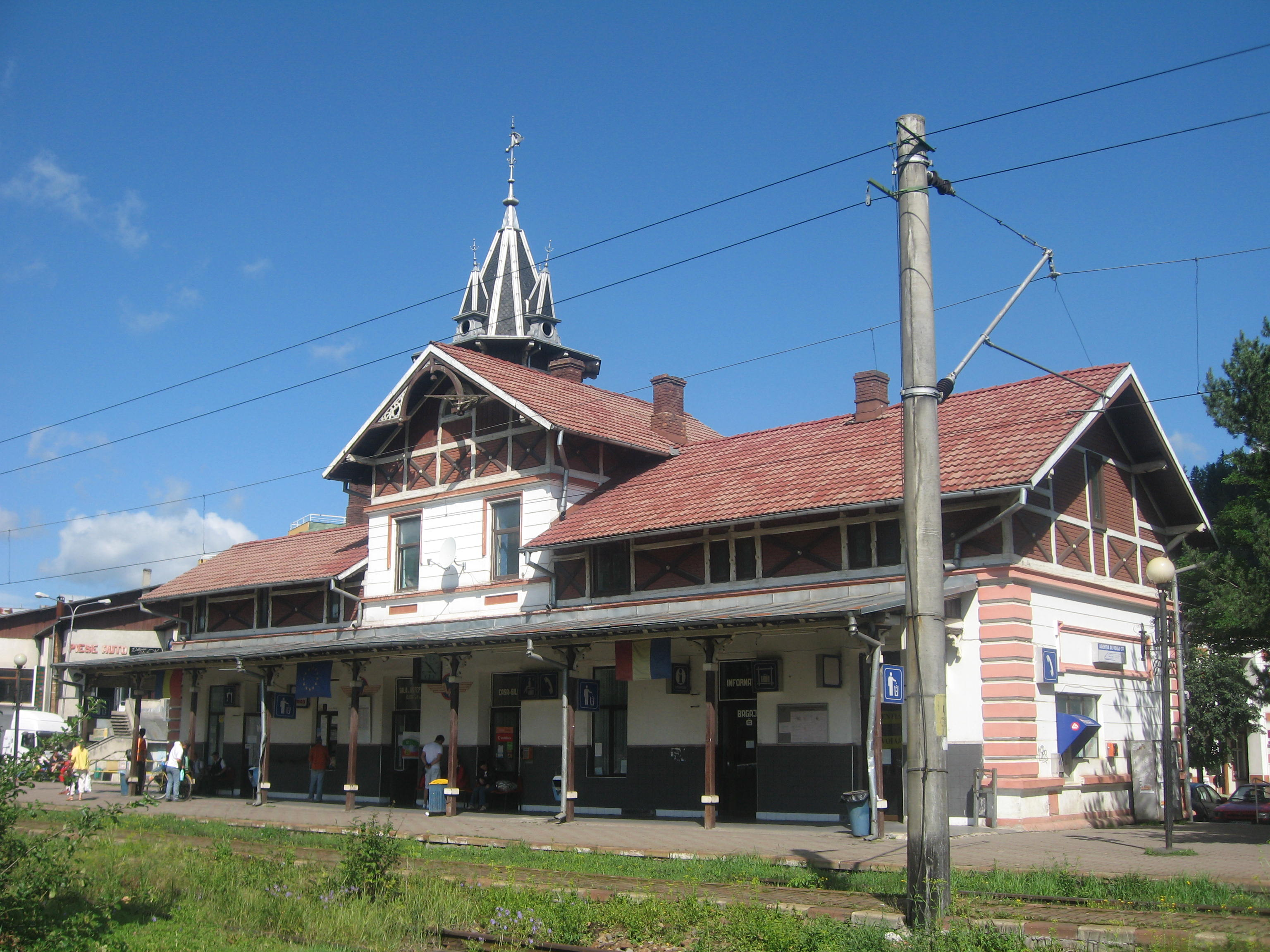
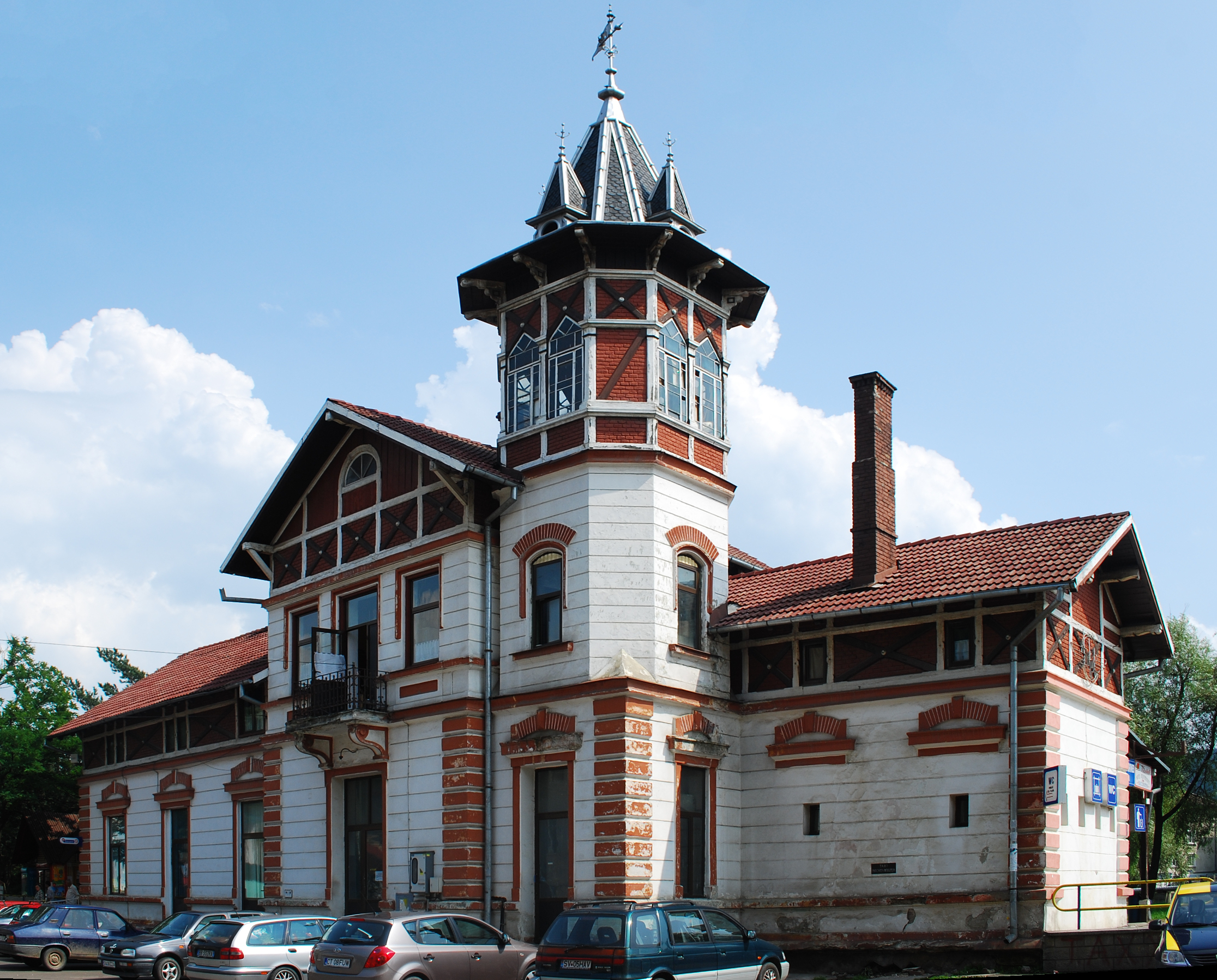
Station
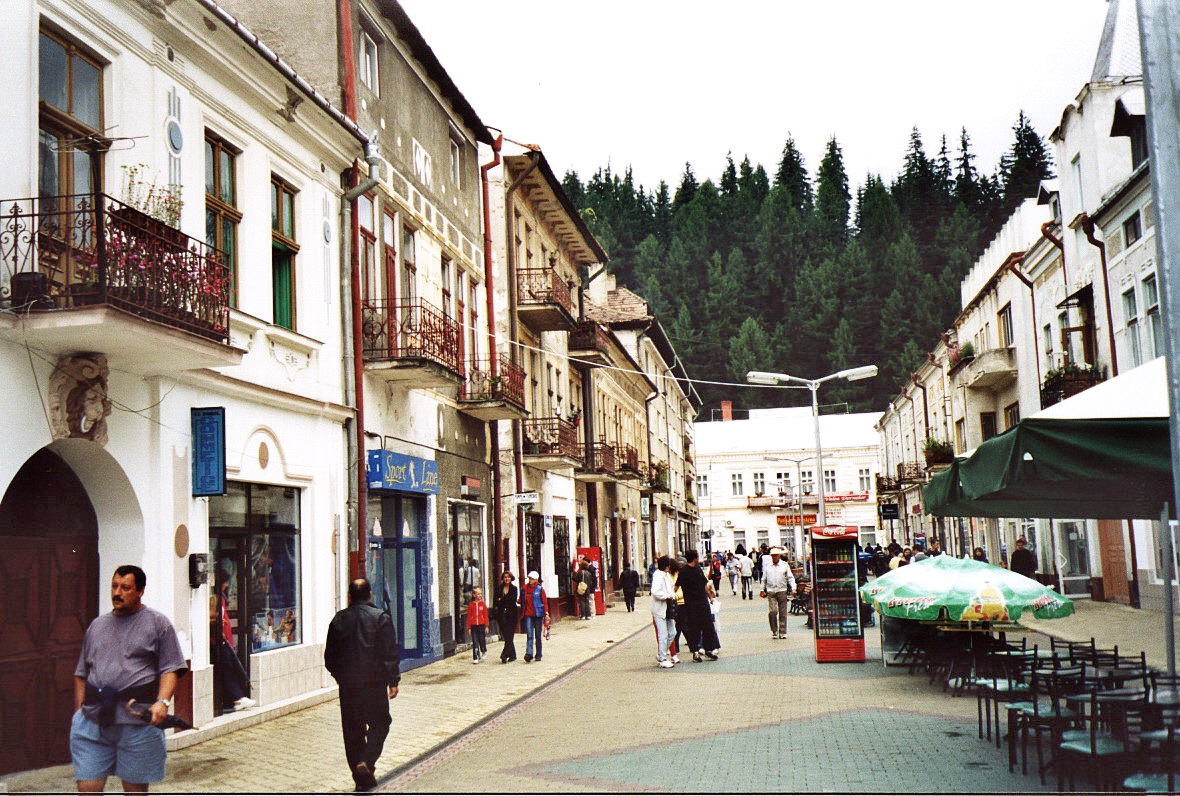